# Friedhelm Bruns
Friedhelm Bruns (* 24. Dezember 1939; † 28. März 2022) war ein deutscher Fußballspieler. Der Offensivspieler absolvierte beim Meidericher SV in der Saison 1964/65 in der Fußball-Bundesliga zwei Ligaspiele.

## Karriere
Der aus der eigenen Jugend über die Amateurmannschaft zur zweiten Saison der Fußball-Bundesliga, 1964/65, in den Lizenzspielerkader der „Zebras“ übernommene Angreifer bekam wie Rüdiger Mielke, Heinz van Haaren, Rudolf Schmidt und Raoul Tagliari beim Überraschungsvizemeister der Debütrunde 1963/64 einen Vertrag. Bruns spielte in der Saison 1964/65 mit dem Meidericher SV in der Bundesliga. Er bestritt zwei Spiele, sein erstes beim 1. FC Kaiserslautern, das der MSV am 2. Januar 1965 auf dem Betzenberg mit 2:0 verlor. Er stürmte dabei an der Seite von Horst Gecks, Werner Krämer, Werner Lotz und Heinz Versteeg in der von Trainer Rudi Gutendorf betreuten Elf als Mittelstürmer. Sein zweites Bundesligaspiel am 27. März 1965 gegen Hannover 96, das auch 2:0 verloren wurde, bestritt er unter dem Interimstrainer Wilhelm Schmidt, der Gutendorf ab dem 2. März 1965 abgelöst hatte. Es blieben Bruns einzige Einsätze in der Bundesliga, da er in der laufenden und in der Folgesaison, wo er weiterhin beim MSV unter Vertrag stand, nicht mehr zum Zuge kam. Die Offensivkonkurrenz in Gestalt der Mitspieler Horst Gecks, Heinz Höher, Werner Krämer, Werner Lotz, Rudolf Schmidt, Heinz Versteeg, Rüdiger Mielke, Raoul Tagliari und Carl-Heinz Rühl war für Bruns zu groß, immerhin erzielten die MSV-Angreifer 1965/66 in der Bundesliga unter dem neuen Trainer Hermann Eppenhoff 70 Tore.
Anschließend wechselte Bruns zur Saison 1966/67 zu Eintracht Duisburg. Dort bestritt er in der zweitklassigen Fußball-Regionalliga West 16 Spiele, in denen er vier Tore schoss. Beim Duisburger Fusionsverein debütierte er am Rundenstart, den 21. August 1966, bei einer 0:2-Auswärtsniederlage gegen Schwarz-Weiß Essen in der Elf von Trainer Fred Harthaus in der Regionalliga. Neben Mitspielern wie Hans-Dieter Tippenhauer, Gerd Wiedemeier, Heinz-Günter Schaaf und Artur Schlüter konnte er aber mit dem 18. Rang den Abstieg in die Amateurliga Niederrhein nicht verhindern.
Zur Saison 1967/68 wurde Bruns Spielertrainer beim württembergischen Amateurligisten VfR Aalen, mit dem er am Saisonende jedoch als Tabellen-14. in die fünftklassige A-Klasse abstieg und die Aalener daraufhin wieder verließ.